# عصام الصبحي
عصام عبد الله الصبحي لاعب كرة قدم عماني، ولد في 1 مايو 1997 بمسقط يلعب حالياً في نادي القوة الجوية العراقي ومنتخب عمان.

## مسيرة اللاعب
لعب سابقاً في نادي الشباب ونادي الرستاق ونادي السويق ونادي الأخدود السعودي.

## روابط خارجية
- عصام الصبحي على موقع قاعدة بيانات كرة القدم.إي يو (الإنجليزية)
- عصام الصبحي على موقع ناشيونال فوتبول تيمز (الإنجليزية)